# Olym
Olym (rusky Олым) je řeka v Kurské, v Lipecké a částečně na hranici Orelské oblasti v Rusku. Je 151 km dlouhá. Povodí má rozlohu 3090 km².

## Průběh toku
Pramení na Středoruské vysočině a protéká skrze ní na sever. Ústí do řeky Bystrá Sosna (povodí Donu).

## Vodní stav
Převládajícím zdrojem vody jsou sněhové srážky. Průměrný roční průtok vody ve vzdálenosti 63 km od ústí činí přibližně 6,5 m³/s, největší 674 m³/s a nejmenší 0,63 m³/s. Zamrzá v listopadu a rozmrzá v březnu až v dubnu. Po rozmrznutí v dubnu dosahuje nejvyšších vodních stavů.

## Využití
Na řece leží města Michajlovka, Dmitrijev-Lgovskij.